# Juliette Labous
Juliette Labous (Roche-lez-Beaupré, Borgonha-Franco-Condado, 4 de novembro de 1998) é uma ciclista profissional francesa. Desde 2017 corre para a equipa neerlandês Team DSM de categoria UCI WorldTeam Feminino.

## Palmarés
- 2017
  - 1 etapa do Tour de Feminin-O cenu Českého Švýcarska

- 2018
  - 2.ª no Campeonato da França Contrarrelógio

- 2019
  - Classificação das jovens do Giro de Itália Feminino

- 2020
  - Campeonato da França Contrarrelógio

- 2021
  - 2.ª no Campeonato da França Contrarrelógio

- 2022
  - Volta a Burgos Féminas
  - 2.ª no Campeonato da França Contrarrelógio 
  - 1 etapa do Giro de Itália Feminino